# 315577 Carmenchu
315577 Carmenchu este o planetă minoră (asteroid) din centura de asteroizi. A fost descoperită pe 9 februarie 2008 la Observatorio de La Cañada⁠(d) de Juan Lacruz⁠(d). 
Obiectul prezintă o orbită caracterizată de o semiaxă mare de 2,5170803139599 UAi, o excentricitate de 0,08, o înclinație de 3 ° în raport cu ecliptica.